# Đế quốc Durrani
Đế quốc Durrani (tiếng Pashtun: د درانیانو واکمني), còn gọi là Đế quốc Afghanistan (د افغانانو واکمني), được thành lập và xây dựng bởi Ahmad Shah Durrani. Vào thời kỳ đỉnh cao, lãnh thổ đế chế trải rộng tới Afghanistan, Pakistan ngày nay, cũng như một số phần phía đông Iran, miền đông Turkmenistan, và tây bắc Ấn Độ bao gồm cả Kashmir.
Sau cái chết của Nader Shah vào năm 1747, Ahmad Shah Durrani tuyên bố chủ quyền với vùng Kandahar. Từ đó, ông bắt đầu chinh phục Ghazni và sau đó là Kabul. Năm 1749, hoàng đế của Mughal đã nhường cho người Afghanistan chủ quyền khu vực nay là Pakistan và tây bắc Punjab. Sau đó, Ahmad Shah tiến về phía tây để chiếm đóng Herat, lúc đó thuộc quyền cai trị của Shahrokh Shah. Tiếp theo, ông đã phái một đội quân đi chinh phục vùng phía bắc của dãy Hindu Kush và không lâu sau, nhiều bộ tộc bắt đầu tham gia vào công cuộc của ông. Ahmad Shah và các lực lượng của ông đã xâm chiếm Ấn Độ bốn lần, kiểm soát được vùng Kashmir và Punjab. Đầu năm 1757, ông chiếm được Delhi, nhưng cho phép triều đại Mughal duy trì quyền kiểm soát danh nghĩa chừng nào người cai trị thừa nhận chủ quyền của Ahmad Shah đối với Punjab, Sindh và Kashmir. Lực lượng của Durrani đã xúi giục Vaḍḍā Ghallūghārā khi họ giết hàng ngàn người Sikh ở Punjab.
Sau cái chết của Ahmad Shah vào khoảng năm 1772, con trai ông Timur Shah đã trở thành hoàng đế tiếp theo của triều đại Durrani. Timur Shah quyết định biến Kabul thành thủ đô mới của đế chế, còn Peshawar trở thành thủ đô mùa đông. Đế chế Durrani được coi là nền tảng của nhà nước Afghanistan hiện đại, và Ahmad Shah Durrani được ghi nhận là "Quốc phụ".

## Lịch sử

### Triều đại của Ahmad Shah Durrani (1747–1772)

#### Thành lập nhà nước Afghanistan
Năm 1709, Mirwais Hotak, thủ lĩnh bộ tộc Ghilji ở Tỉnh Kandahar, đã giành được độc lập khỏi người Safavid Ba Tư. Từ năm 1722 đến 1725, con trai ông, Mahmud Hotak, đã cai trị phần lớn Iran và tự xưng là Vua Ba Tư. Tuy nhiên, Nhà Hotak hoàn toàn sụp đổ vào năm 1738 sau khi bị Afsharid do Nader Shah Afshar lãnh đạo đánh bại và trục xuất khỏi quyền lực.
Năm 1747 đánh dấu sự xuất hiện rõ nét của một thực thể chính trị Afghanistan độc lập, thoát khỏi ảnh hưởng của cả Ba Tư và Đế quốc Mughal.  
Vào tháng 6 năm đó, một cuộc loya jirga (đại hội đồng) được triệu tập. Cuộc jirga kéo dài trong chín ngày và hai ứng viên nổi bật là Hajji Jamal Khan thuộc dòng họ Mohammadzai và Ahmad Khan thuộc dòng họ Sadozai. Mohammad Sabir Khan, một darwish (thánh nhân) nổi tiếng, người trước đó đã tiên đoán Ahmad Khan sẽ lãnh đạo người Afghanistan, đã đứng dậy trong jirga và nói:
Tại sao phải lời lẽ dài dòng? Thượng đế đã tạo nên Ahmad Khan vĩ đại hơn bất kỳ ai trong các ngươi; cuộc đời ông cao quý nhất trong tất cả các gia đình Afghan. Vì vậy hãy duy trì công trình của Thượng đế, bởi cơn thịnh nộ của Ngài sẽ giáng xuống các ngươi nếu phá hủy nó.

Ahmad Khan được cho là đã do dự trong việc chấp nhận quyết định công khai của jirga, nên Sabir Khan lại can thiệp. Ông đặt vài bó lúa mì hoặc lúa mạch vào khăn xếp của Ahmad Khan và đội lên đầu ông, phong cho ông tước hiệu Badshah, Durr-i-Dauran (Quốc vương, Viên ngọc của Thời đại).  
Cuộc jirga kết thúc gần thành phố Kandahar với việc Ahmad Shah Durrani được chọn làm lãnh đạo mới của người Afghanistan, đánh dấu sự thành lập triều đại Durrani. Dù còn trẻ so với các ứng viên khác, Ahmad Shah có nhiều yếu tố vượt trội: ông xuất thân từ một gia đình có nền tảng chính trị danh giá, đặc biệt vì cha ông từng làm Tổng trấn Herat và đã tử trận khi bảo vệ người Afghan.

#### Những chiến thắng ban đầu

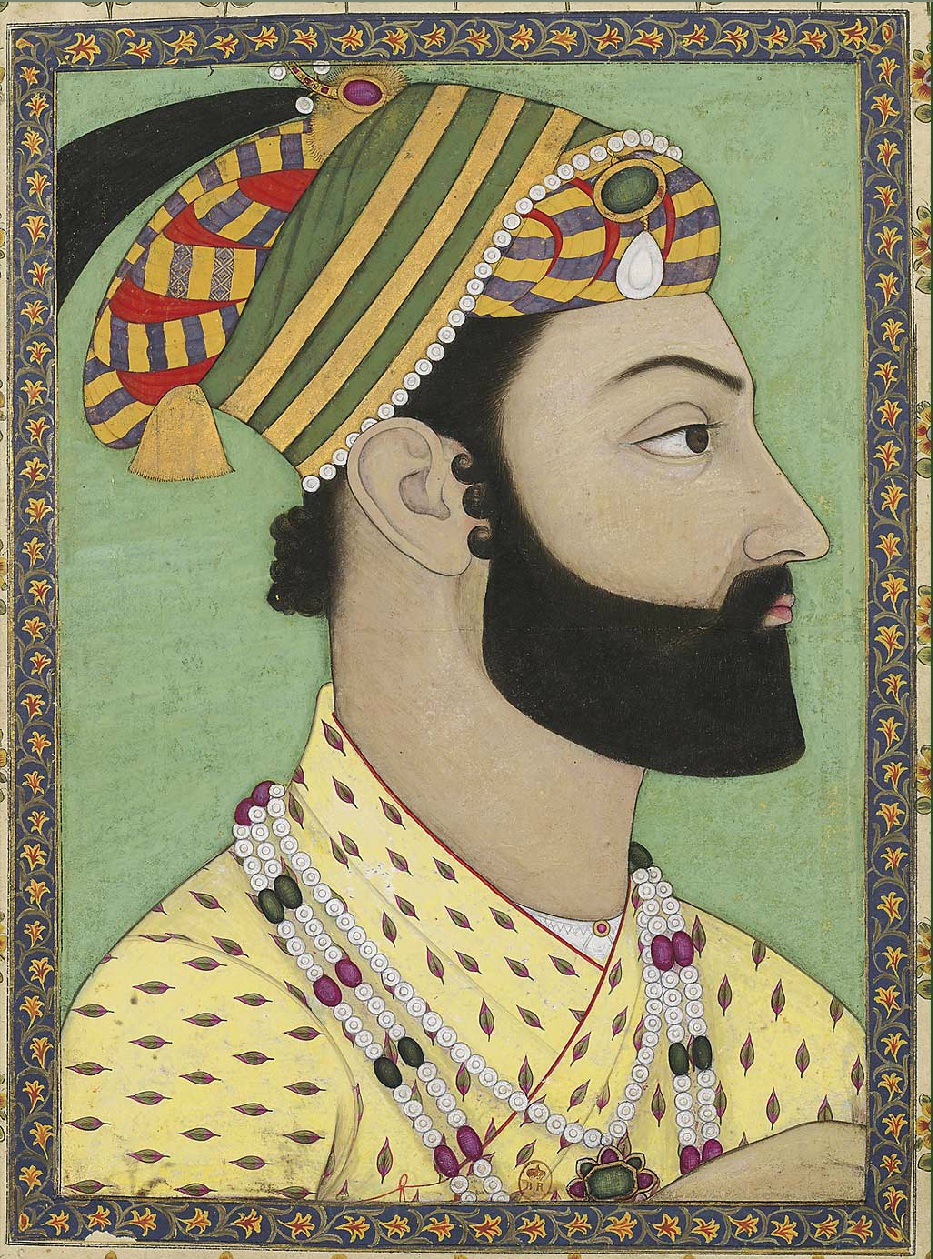
Chân dung Ahmad Shah Durrani, khoảng năm 1757

Một trong những hành động quân sự đầu tiên của Ahmad Shah là chiếm Qalati Ghilji và Ghazni từ tay bộ tộc Ghilji, cũng như đoạt lấy Kabul và Peshawar từ thống đốc Mughal là Nasir Khan. Năm 1749, Hoàng đế Mughal Ahmad Shah Bahadur đã buộc phải nhượng lại Sindh, Punjab và các vùng đất phía đông sông Indus cho Ahmad Shah Durrani để đổi lấy việc tránh bị tấn công vào kinh đô.:69
Sau khi giành được những lãnh thổ rộng lớn ở phía đông mà không cần chiến đấu, Ahmad Shah chuyển quân về phía tây để chiếm lấy Mashhad, khi đó nằm dưới quyền cai trị của cháu nội Nader Shah, Shahrukh Afshar. Ahmad Shah tiếp theo phái quân chinh phục các khu vực phía bắc dãy Hindu Kush, nhanh chóng khuất phục các bộ tộc Tajik, Hazara, Uzbek, Turkmen và các dân tộc khác ở miền bắc Afghanistan.
Ahmad Shah đã xâm lược tàn dư của Đế quốc Mughal thêm hai lần nữa, củng cố quyền kiểm soát vùng Kashmir và Punjab, với Lahore nằm dưới quyền quản lý của người Afghan. Ông cướp phá Delhi vào năm 1757 nhưng cho phép triều đại Mughal tiếp tục nắm quyền trên danh nghĩa, với điều kiện họ phải công nhận quyền bá chủ của Ahmad Shah đối với Punjab, Sindh và Kashmir. Ahmad Shah để lại người con trai thứ hai của mình, Timur Shah Durrani, để quản lý quyền lợi tại Ấn Độ, rồi quay trở về Afghanistan.

#### Quan hệ với Trung Quốc
Lo ngại trước sự mở rộng của Nhà Thanh Trung Quốc đến biên giới phía đông Kazakhstan, Ahmad Shah đã cố gắng kêu gọi các tiểu quốc Hồi giáo lân cận và người Kazakh liên minh chống lại Trung Quốc, với mục tiêu giải phóng các thần dân Hồi giáo phương Tây.  
Ahmad Shah ngừng giao thương với Nhà Thanh và cử quân đến Kokand.  
Tuy nhiên, do chiến dịch tại Ấn Độ làm cạn kiệt ngân khố và quân đội phân tán khắp Trung Á, Ahmad Shah chỉ có thể cử phái bộ ngoại giao tới Bắc Kinh để đàm phán, nhưng không thành công.

#### Trận Panipat lần thứ ba

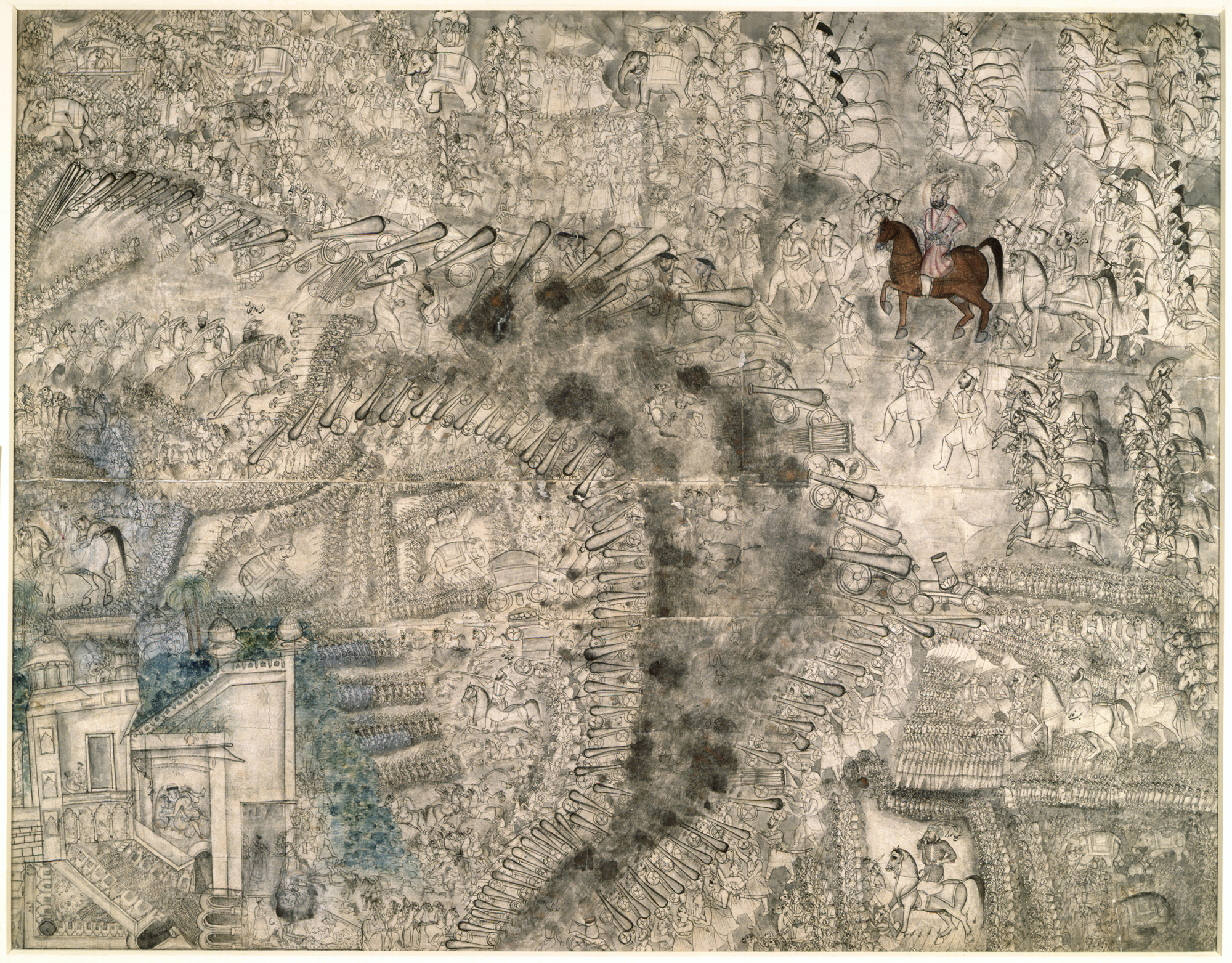
Ahmad Shah Durrani và liên quân của ông đánh bại quyết định Liên minh Maratha trong Trận Panipat lần thứ ba, và khôi phục lại Đế quốc Mughal cho Shah Alam II.

Quyền lực của Mughal ở Bắc Ấn Độ đã suy yếu sau cái chết của Hoàng đế Aurangzeb vào năm 1707. Trong giai đoạn 1751–1752, hiệp ước Ahamdiya được ký giữa Maratha và Mughal, dưới thời Balaji Bajirao làm Peshwa.Bản mẫu:Chú thích đầy đủ cần thiết Theo hiệp ước này, người Maratha gần như kiểm soát toàn bộ Ấn Độ từ thủ đô tại Pune, còn quyền lực của Mughal bị giới hạn chỉ còn ở Delhi (với tư cách danh nghĩa).
Người Maratha lúc này đang cố gắng mở rộng kiểm soát về phía tây bắc Ấn Độ. Ahmad Shah đã cướp phá thủ đô Mughal và mang theo chiến lợi phẩm. Để chống lại người Afghan, Peshwa Balaji Bajirao đã phái Raghunathrao đi đánh. Ông đã đánh bại quân Rohilla và các đồn binh Afghan tại Punjab, thành công trong việc trục xuất Timur Shah và triều đình của ông khỏi Ấn Độ, và đưa Lahore, Multan, Kashmir và nhiều tỉnh khác nằm bên phía Ấn Độ của sông Attock vào quyền kiểm soát của Maratha.
Khi trở về Kandahar vào năm 1757, Ahmad buộc phải trở lại Ấn Độ để đối phó với cuộc tấn công mạnh mẽ của Liên minh Maratha.

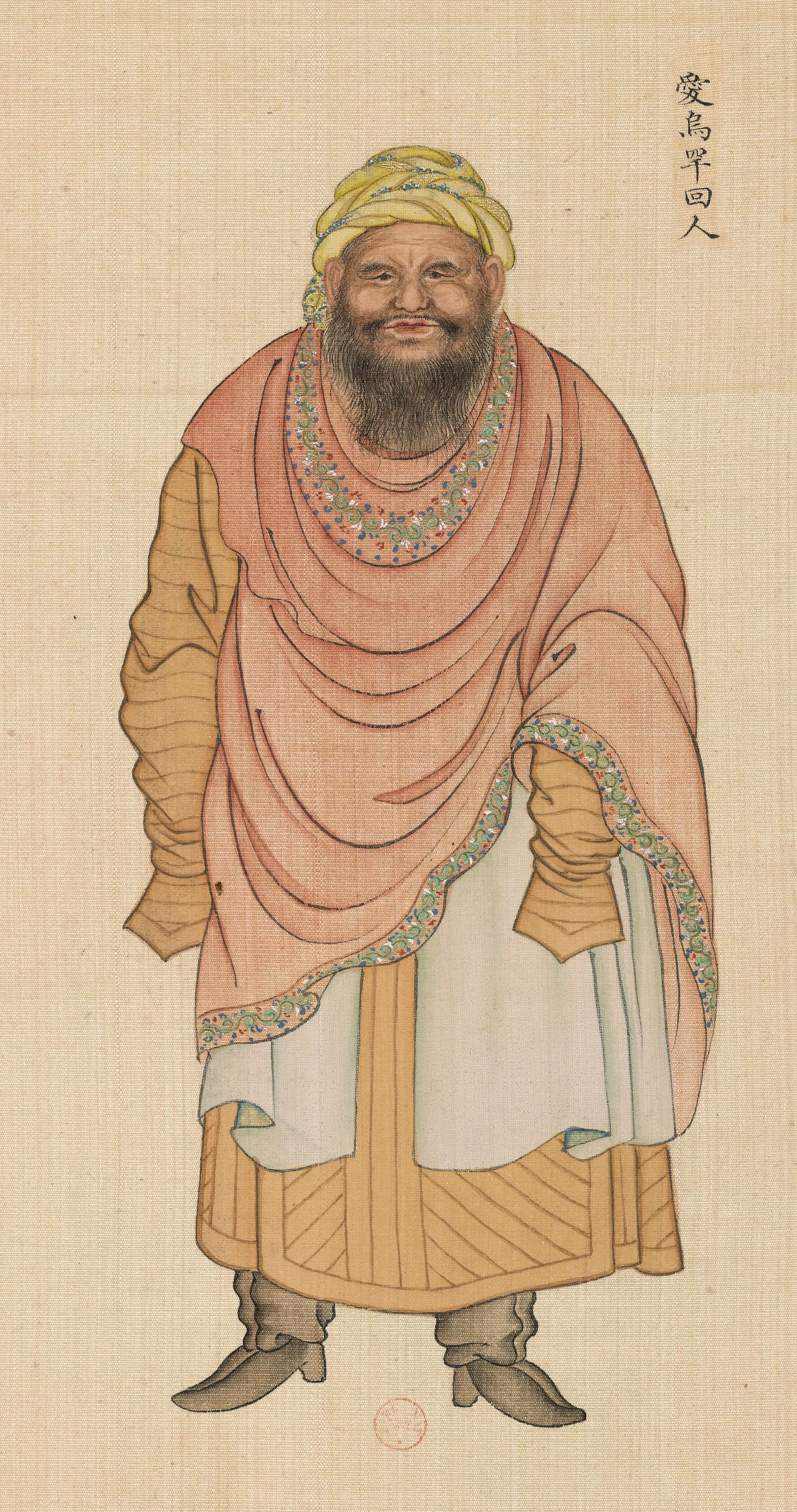
Một người Hồi giáo từ Afghanistan (愛烏罕回人). Huang Qing Zhigong Tu, 1769

Ahmad Shah tuyên bố jihad (chiến tranh thánh) chống lại Maratha, và các chiến binh từ nhiều bộ tộc Afghan khác nhau đã gia nhập đội quân của ông, bao gồm cả người Baloch dưới quyền Khan xứ Kalat là Mir Nasir I xứ Kalat. Suba Khan Tanoli (Zabardast Khan) được chỉ định làm tổng chỉ huy các lực lượng quân sự.
Những trận đụng độ ban đầu kết thúc với thắng lợi cho người Afghan trước các đồn binh Maratha đông đảo tại Tây Bắc Ấn Độ, và đến năm 1759 Ahmad Shah cùng quân đội của mình đã tiến đến Lahore, sẵn sàng đối đầu với Maratha.
Ahmad Shah Durrani nổi tiếng vì thường xuyên thắng trong những trận chiến với quân số ít hơn đối phương. Đến năm 1760, các lực lượng Maratha đã tập hợp thành một đạo quân lớn dưới sự chỉ huy của Sadashivrao Bhau. Một lần nữa, Panipat trở thành nơi diễn ra cuộc đối đầu giữa hai thế lực lớn tranh giành quyền kiểm soát Bắc Ấn Độ.
Trận Panipat lần thứ ba (14 tháng 1 năm 1761) diễn ra trên mặt trận dài 12 km, giữa hai quân đội chủ yếu là Hồi giáo và Ấn Độ giáo. Cùng lúc, các cuộc nổi dậy cũng nổ ra ở phía bắc, gần Bukhara.
Người Durrani đã đánh bại người Maratha một cách quyết định trong Trận Panipat lần thứ ba vào ngày 14 tháng 1 năm 1761.
Thất bại tại Panipat gây tổn thất nặng nề cho Maratha và là đòn giáng mạnh vào Peshwa Balaji Rao. Ông nhận tin thất bại vào ngày 24 tháng 1 năm 1761 tại Bhilsa trong khi đang dẫn quân tiếp viện. Ngoài việc mất nhiều tướng lĩnh quan trọng, ông cũng mất người con trai Vishwasrao trong trận chiến. Balaji Rao qua đời vào ngày 23 tháng 6 năm 1761, và được kế vị bởi con trai thứ là Madhav Rao I.

#### Những năm cuối đời

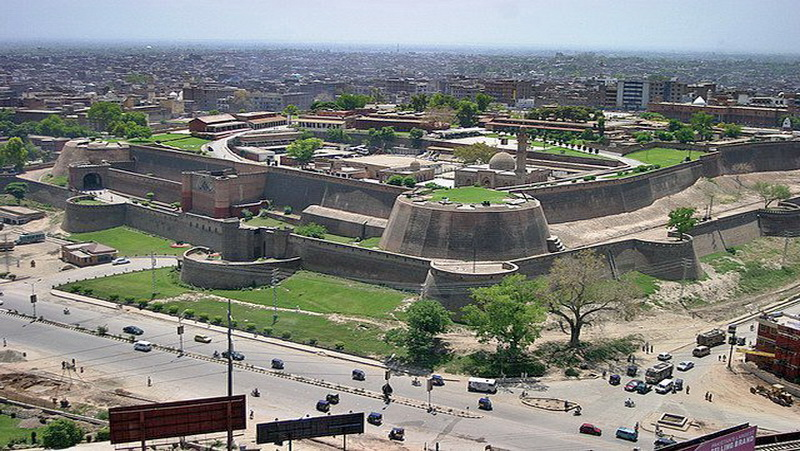
Pháo đài Bala Hissar tại Peshawar là một trong những nơi ở hoàng gia của các vua Durrani.

Chiến thắng tại Panipat đánh dấu đỉnh cao quyền lực của Ahmad Shah — và của người Afghanistan. Tuy nhiên, ngay cả trước khi ông qua đời, đế quốc đã bắt đầu suy yếu.
Năm 1762, Ahmad Shah vượt các đèo từ Afghanistan lần thứ sáu để trấn áp người Sikh. Từ thời điểm đó, quyền kiểm soát của đế quốc bắt đầu lỏng lẻo, và đến lúc Ahmad Shah Durrani qua đời, ông đã mất phần lớn Punjab vào tay người Sikh, cũng như các vùng lãnh thổ phía bắc vào tay người Uzbek, buộc phải thỏa thuận chia cắt lãnh thổ.:71
Ông tấn công Lahore và sau đó chiếm thành phố linh thiêng Amritsar, tàn sát hàng nghìn tín đồ Sikh và phá hủy ngôi đền linh thiêng Golden Temple.
Tuy nhiên, chỉ hai năm sau, người Sikh nổi dậy lần nữa và tái thiết Amritsar. Ahmad Shah cố gắng vài lần nữa để khuất phục hoàn toàn người Sikh nhưng đều thất bại. Quân Durrani đã gây ra Vaḍḍā Ghallūghārā năm 1762, sát hại hàng nghìn người Sikh tại Punjab.:144–145

Cuối cùng, Ahmad Shah và Emir của Bukhara đồng ý lấy sông Amu Darya làm ranh giới phân chia lãnh thổ.
Ahmad Shah lui về quê nhà ở vùng núi phía đông Kandahar và qua đời năm 1772.  
Ông được ghi nhận là người đã cân bằng được các liên minh và thù địch giữa các bộ tộc, hướng năng lượng bộ tộc vào công cuộc xây dựng quốc gia, và được tôn vinh với danh hiệu Ahmad Shah Baba ("Cha già dân tộc" của Afghanistan).

### Các vị vua Durrani khác trong Đế quốc (1772–1823)
Những người kế vị Ahmad Shah đã cai trị yếu kém trong một thời kỳ bất ổn sâu sắc, đến mức chỉ trong vòng năm mươi năm sau cái chết của ông, Đế quốc Durrani trên thực tế đã chấm dứt, và Afghanistan chìm trong nội chiến. Phần lớn lãnh thổ do Ahmad Shah chinh phục đã rơi vào tay các thế lực khác trong khoảng thời gian này. Đến năm 1818, các vua Sadozai kế tục Ahmad Shah chỉ còn kiểm soát được Kabul và vùng phụ cận trong bán kính 160 km. Họ không chỉ mất lãnh thổ mà còn làm xa lánh nhiều bộ tộc Durrani Pashtun khác.

#### Humayun Mirza (1772)

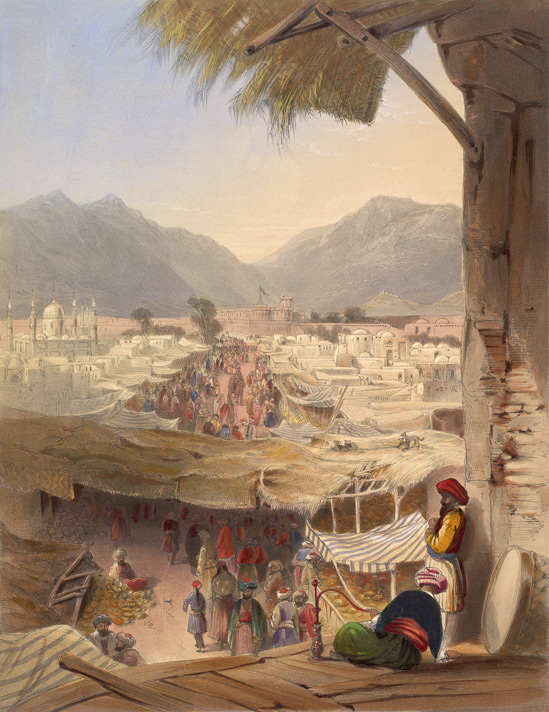
Thành phố Kandahar, chợ chính và thành lũy, nhìn từ Nakkara Khauna

Vài tháng trước khi mất, Ahmad Shah đã triệu tập Timur Shah từ Herat về và công khai tuyên bố ông là người kế vị. Quyết định này được đưa ra mà không tham khảo hội đồng bộ tộc, làm suy yếu uy tín hoàng đế và tạo ra mâu thuẫn nội bộ kéo dài trong đế quốc.
Phần lớn hội đồng bộ tộc ủng hộ Sulaiman, anh trai của Timur Shah và tổng trấn Kandahar. Những người ủng hộ Sulaiman gồm có Shah Wali Khan (tể tướng) và Sardar Jahan Khan (tổng chỉ huy quân sự). Dù có nhiều ý kiến phản đối, Ahmad Shah vẫn kiên quyết chọn Timur Shah vì ông cho rằng Sulaiman “tàn bạo và không được lòng dân Kandahar”.
Khi Ahmad Shah lâm bệnh nặng, Sardar Jahan Khan lợi dụng khoảng cách xa của Timur Shah (từ Herat) để xúi giục Ahmad Shah từ chối tiếp xúc với Timur. Trong lúc này, Timur Shah bận đối phó với cuộc nổi loạn của Darwish Ali Khan (Sunni Hazara), có khả năng do phe Sulaiman xúi giục. Sau khi dẹp yên cuộc nổi dậy, Timur Shah lên kế hoạch đối đầu với phe Sulaiman.
Ahmad Shah qua đời năm 1772. Shah Wali Khan và Sardar Jahan Khan giấu kín cái chết, giả vờ ông còn sống để chiếm lấy kho báu rồi trở về Kandahar. Shah Wali Khan sau đó công bố cái chết và tôn Sulaiman lên ngôi, nhưng nhiều amir phản đối, chạy sang phe Timur Shah.
Timur Shah tiến quân về Kandahar. Shah Wali Khan cùng hơn 150 kỵ binh ra nghênh đón tại Farah nhưng bị bắt và xử tử tại chỗ. Shah Sulaiman cũng đầu hàng và chấp nhận làm thuộc hạ trung thành. Timur Shah đăng quang vào tháng 11 năm 1772.

#### Timur Shah (1772–1793)

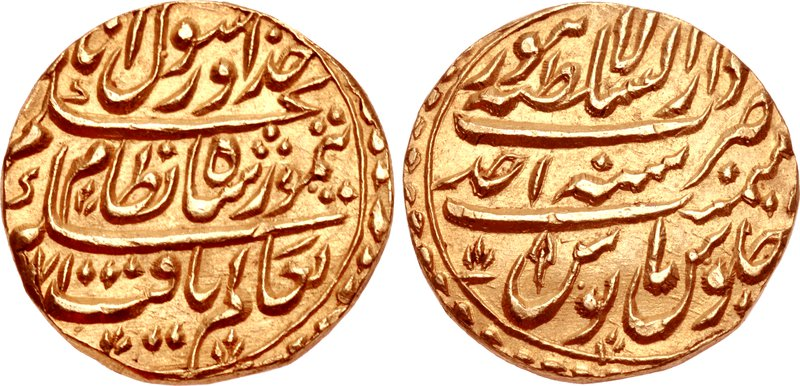
Đồng tiền Timur Shah Durrani đúc tại Lahore, 1757/8

Sau khi giành ngôi, Timur Shah chuyển thủ đô từ Kandahar đến Kabul để thuận tiện cho việc kiểm soát. Ông dựa nhiều hơn vào quân cấm vệ Qizilbash và lính Mông Cổ, hạn chế quyền lực các bộ tộc Durrani.
Năm 1780, Timur Shah phát động cuộc jihad chống lại người Sikh, tái chiếm Multan. Tuy nhiên, thời gian trị vì của ông liên tục đối mặt với các cuộc nổi dậy, ám sát, và những mối đe dọa từ Bukhara (Shah Murad) và các lãnh chúa Afghan nổi loạn. Timur Shah qua đời ngày 20 tháng 5 năm 1793, được kế vị bởi con trai Zaman Shah Durrani.

#### Zaman Shah (1793–1801)

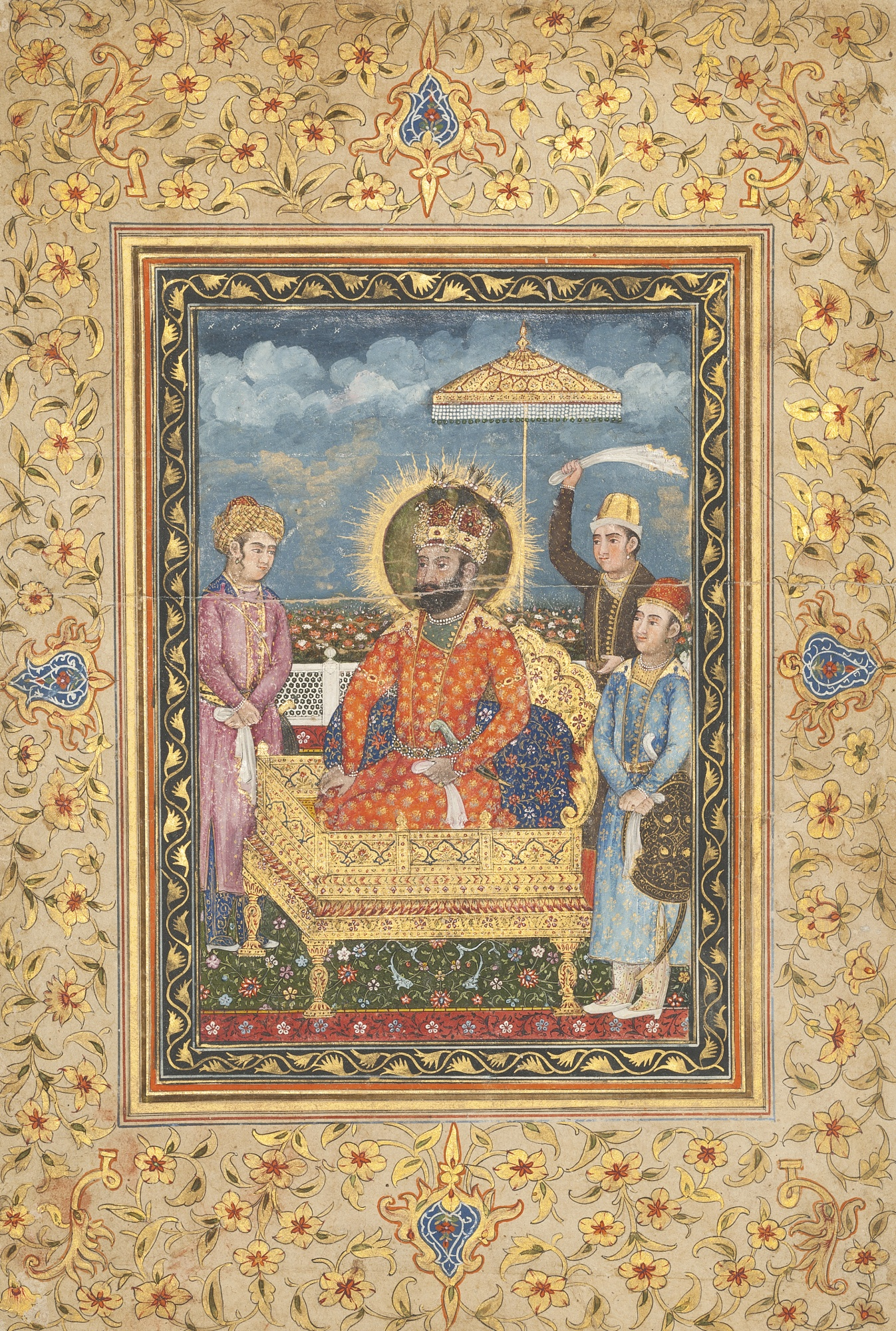
Zaman Shah Durrani đăng quang

Sau cái chết của Timur Shah, Zaman Shah, tổng trấn Kabul, giành được ngai vàng sau khi các anh em tranh giành quyền lực. Tuy nhiên, việc ông gạt bỏ các thủ lĩnh Barakzai khiến tình hình bất ổn. 
Lãnh tụ Sikh Ranjit Singh trỗi dậy và từng cho Zaman Shah tị nạn sau khi ông bị em trai Mahmud Shah Durrani làm mù và soán ngôi.

#### Mahmud Shah (lần đầu, 1801–1803)
Sau khi lật đổ Zaman Shah, Mahmud Shah cai trị từ 1801 đến 1803 trước khi bị Shuja Shah Durrani soán ngôi.

#### Shuja Shah (1803–1809 và 1839–1842)

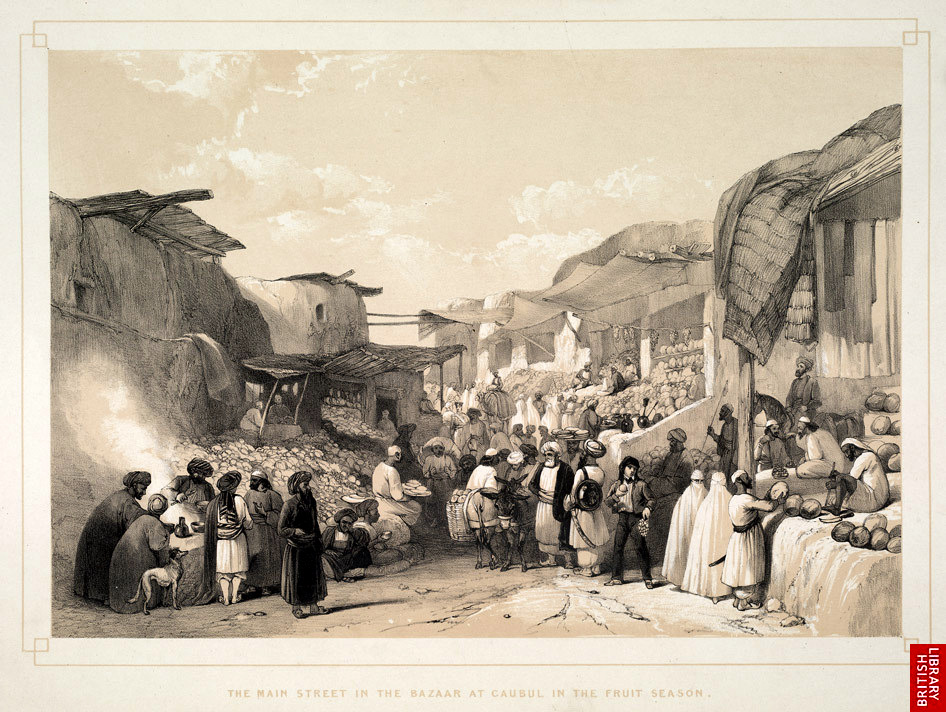
Đường phố chính ở Kabul, tranh màu nước 1842.

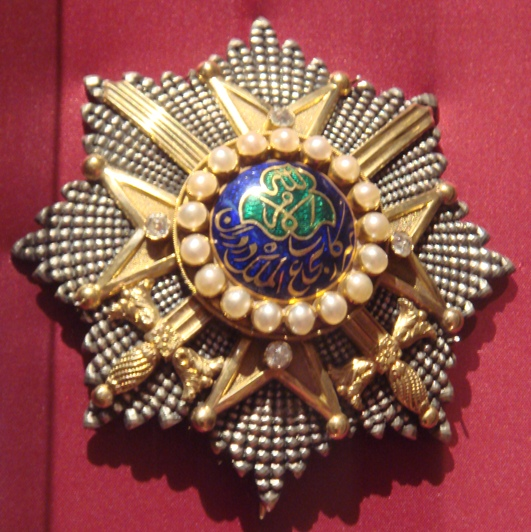
Huân chương Đế quốc Durrani, do Shuja Shah sáng lập năm 1839.

Shuja Shah ký hiệp ước đầu tiên với Công ty Đông Ấn Anh năm 1809, cam kết chống Pháp-Persia nếu xâm lược. Tuy nhiên, ngay sau đó ông bị Mahmud Shah lật đổ.  
Sau này, Shuja được Anh Quốc đưa trở lại ngôi vua năm 1839–1842 trong Cuộc chiến Anh–Afghanistan lần thứ nhất. Hai con trai của ông cũng trị vì trong thời gian ngắn vào năm 1842.

#### Mahmud Shah (lần hai, 1809–1818)
Mahmud Shah cai trị lần hai trong 9 năm, nhưng liên tiếp vấp phải tranh chấp và cuối cùng bị em trai là Sultan Ali Shah lật đổ.

#### Abbas Mirza (1810)
Trong lúc Mahmud Shah đi chinh phạt năm 1810, Abbas Mirza tự lập tại Kabul nhưng nhanh chóng bị đánh bại.

#### Sultan Ali Shah (1818–1819)
Ali Shah chiếm quyền trong giai đoạn 1818–1819 nhưng bị em trai Isma'il siết cổ chết.

#### Ayub Shah (1819–1823)
Ayub Shah Durrani tiếp quản đế quốc sau cái chết của Ali Shah. Tuy nhiên, ông để mất Kashmir vào tay Đế quốc Sikh trong Trận Shopian năm 1819. Ayub Shah bị lật đổ và có thể đã bị sát hại vào năm 1823.

### Durrani tại Herat (1793–1863)
Bản mẫu:Mở rộng phần

### Shah Shuja và Cuộc chiến Anh–Afghanistan lần thứ nhất (1839–1842)
Trong thế kỷ 19, Vương quốc Anh và Đế quốc Nga cạnh tranh ảnh hưởng ở Nam Á. "Đạo quân Indus" gồm binh sĩ Anh–Ấn tiến vào Afghanistan nhằm phục hồi quyền lực cho Shuja Shah Durrani. Đến tháng 3 năm 1839, quân Anh đã vượt qua biên giới Tiểu vương quốc Kabul.